# كونيغسبرغ إن بايرن
كونيغسبرغ بايرن (بالألمانية: Königsberg, Bavaria) هي place with town rights and privileges و بلدة ألمانية تقع في ألمانيا في بافاريا.[بحاجة لمصدر]

## أعلام
- يوهانس مولر فون كونيغ بورغ